# Atletism la Jocurile Olimpice de vară din 2016 - 400 m (feminin)
Proba de 400 de metri feminin de la Jocurile Olimpice de vară din 2016 a avut loc în perioada 13-15 august pe Stadionul Olimpic.

## Recorduri
Înaintea acestei competiții, recordurile mondiale și olimpice erau următoarele:
| Record  | Atlet                  | Timp  | Loc                    | Data             |
| ------- | ---------------------- | ----- | ---------------------- | ---------------- |
| Mondial | Marita Koch (RDG)      | 47,6  | Canberra, Australia    | 6 octombrie 1985 |
| Olimpic | Marie-José Pérec (FRA) | 48,25 | Atlanta, Statele Unite | 29 iulie 1996    |

| Area                                             |          |                  |           |
| Area                                             | Timp     | Atletă           | Țară      |
| ------------------------------------------------ | -------- | ---------------- | --------- |
| Africa (recorduri)                               | 49,10    | Falilat Ogunkoya | Nigeria   |
| Asia (recorduri)                                 | 49,81    | Ma Yuqin         | China     |
| Europa (recorduri)                               | 47,60 RM | Marita Koch      | RDG       |
| America Centrală, de Nord și Caraibe (recorduri) | 48,70    | Sanya Richards   | SUA       |
| Oceania (recorduri)                              | 48,63    | Cathy Freeman    | Australia |
| America de Sud (recorduri)                       | 49,64    | Ximena Restrepo  | Columbia  |

## Format
Competiția a avut trei etape: runda întâi cu opt serii, semifinalele cu trei serii și finala. Primele două atlete din fiecare serie și alte opt atlete cu cel mai rapid timp s-au calificat în semifinale. Primele două clasate în fiecare dintre cele trei semifinale s-au calificat în finală, împreună cu alte două atlete cu cel mai rapid timp.

## Rezultate

### Runda 1
Reguli de calificare: primele două din fiecare serie (C) și următoarele opt atlete cu cel mai bun timp (c) se califică în semifinale.

#### Seria 1
| 1 | Stephenie Ann McPherson | Jamaica   | 51.36 | (C)       |
| 2 | Patience Okon George    | Nigeria   | 51.83 | (C)       |
| 3 | Anneliese Rubie         | Australia | 51.92 | (C), (SB) |
| 4 | Yuliya Olishevska       | Ucraina   | 52.45 |           |
| 5 | Djénébou Danté          | Mali      | 52.85 |           |
| 6 | Nirmala Sheoran         | India     | 53.03 |           |
| 7 | Gunta Latiševa-Čudare   | Letonia   | 53.08 | (SB)      |

#### Seria a 2-a
| 1 | Allyson Felix      | Statele Unite ale Americii | 51.24 | (C)  |
| 2 | Olha Zemleak       | Ucraina                    | 51.40 | (C)  |
| 3 | Tamara Salaški     | Serbia                     | 52.70 |      |
| 4 | Tsholofelo Thipe   | Africa de Sud              | 52.80 |      |
| 5 | Iveta Putálová     | Slovacia                   | 52.82 | (SB) |
| 6 | Aauri Bokesa       | Spania                     | 53.51 |      |
| 7 | Seren Bundy-Davies | Marea Britanie             | 53.63 |      |

#### Seria a 3-a
| 1 | Phyllis Francis        | Statele Unite ale Americii | 50.58 | (C)       |
| 2 | Kemi Adekoya           | Bahrain                    | 50.72 | (C)       |
| 3 | Margaret Bamgbose      | Nigeria                    | 51.43 | (c)       |
| 4 | Patrycja Wyciszkiewicz | Polonia                    | 52.02 | (c), (SB) |
| 5 | Alicia Brown           | Canada                     | 52.27 |           |
| 6 | Jailma de Lima         | Brazilia                   | 52.65 |           |
| 7 | Justine Palframan      | Africa de Sud              | 53.96 |           |

#### Seria a 4-a
| 1 | Natasha Hastings         | Statele Unite ale Americii | 51.31 | (C) |
| 2 | Christine Ohuruogu       | Marea Britanie             | 51.40 | (C) |
| 3 | Maria Benedicta Chigbolu | Italia                     | 52.06 |     |
| 4 | Lydia Jele               | Botswana                   | 52.24 |     |
| 5 | Olha Bibik               | Ucraina                    | 52.33 |     |
| 6 | Kendra Clarke            | Canada                     | 53.61 |     |
| 7 | Vijona Kryeziu           | Kosovo                     | 54.30 |     |

#### Seria a 5-a
| 1 | Shaunae Miller   | Bahamas                       | 51.16 | (C)       |
| 2 | Morgan Mitchell  | Australia                     | 51.30 | (C)       |
| 3 | Ruth Spelmeyer   | Germania                      | 51.43 | (c), (PB) |
| 4 | Emily Diamond    | Marea Britanie                | 51.76 | (c)       |
| 5 | Kanika Beckles   | Grenada                       | 52.41 | (SB)      |
| 6 | Bianca Răzor     | România                       | 52.42 | (SB)      |
| 7 | Kineke Alexander | Sfântul Vicențiu și Grenadine | 52.45 |           |

#### Seria a 6-a
| 1 | Salwa Eid Naser  | Bahrain    | 51.06   | (C), (PB) |
| 2 | Libania Grenot   | Italia     | 51.17   | (C)       |
| 3 | Floria Gueï      | Franța     | 51.29   | (c)       |
| 4 | Cátia Azevedo    | Portugalia | 52.38   |           |
| 5 | Mariam Kromah    | Liberia    | 52.79   |           |
| 6 | Nguyễn Thị Huyền | Vietnam    | 52.97   |           |
| 7 | Irini Vasiliou   | Grecia     | 54.37   |           |
| 8 | Maryan Nuh Muse  | Somalia    | 1:10.14 |           |

#### Seria a 7-a
| 1 | Shericka Jackson       | Jamaica   | 51.73   | (C) |
| 2 | Kabange Mupopo         | Zambia    | 51.76   | (C) |
| 3 | Justyna Święty         | Polonia   | 51.82   | (c) |
| 4 | Christine Botlogetswe  | Botswana  | 52.37   |     |
| 5 | Omolara Omotosho       | Nigeria   | 53.22   |     |
| 6 | Elina Mikhina          | Kazahstan | 53.83   |     |
| 7 | Dalal Mesfar Al-Harith | Qatar     | 1:07.12 |     |

#### Seria a 8-a
| 1 | Christine Day            | Jamaica   | 51.54 | (C) |
| 2 | Carline Muir             | Canada    | 51.57 | (C) |
| 3 | Małgorzata Hołub         | Polonia   | 51.80 | (c) |
| 4 | Geisa Coutinho           | Brazilia  | 52.05 |     |
| 5 | Aliyah Abrams            | Guyana    | 52.79 |     |
| 6 | Mariama Mamoudou Ittatou | Niger     | 54.32 |     |
| 7 | Anastassya Kudinova      | Kazahstan | 56.03 |     |

### Semifinale
Reguli de calificare: primele două din fiecare serie (Q) si încă două cu cel mai rapid timp (c) se califică în finală

#### Semifinala 1
| Loc | Culoar | Nume                    | Naționalitate              | Reacție | Timp  | Note      |
| --- | ------ | ----------------------- | -------------------------- | ------- | ----- | --------- |
| 1   | 6      | Phyllis Francis         | Statele Unite ale Americii | 0.189   | 50.31 | (C)       |
| 2   | 5      | Stephenie Ann McPherson | Jamaica                    | 0.158   | 50.69 | (C)       |
| 3   | 4      | Olha Zemleak            | Ucraina                    | 0.189   | 50.75 | (c), (PB) |
| 4   | 3      | Kemi Adekoya            | Bahrain                    | 0.161   | 50.88 |           |
| 5   | 7      | Christine Ohuruogu      | Marea Britanie             | 0.145   | 51.22 |           |
| 6   | 2      | Ruth Spelmeyer          | Germania                   | 0.155   | 51.61 |           |
| 7   | 8      | Margaret Bamgbose       | Nigeria                    | 0.212   | 51.92 |           |
| 8   | 1      | Patrycja Wyciszkiewicz  | Polonia                    | 0.174   | 52.51 |           |

#### Semifinala a 2-a
| Loc | Culoar | Nume             | Naționalitate              | Reacție | Timp  | Note      |
| --- | ------ | ---------------- | -------------------------- | ------- | ----- | --------- |
| 1   | 6      | Shericka Jackson | Jamaica                    | 0.184   | 49.83 | (C), (PB) |
| 2   | 5      | Natasha Hastings | Statele Unite ale Americii | 0.188   | 49.90 | (C), (SB) |
| 3   | 3      | Salwa Eid Naser  | Bahrain                    | 0.139   | 50.88 | (PB)      |
| 4   | 8      | Floria Gueï      | Franța                     | 0.178   | 51.08 |           |
| 5   | 7      | Carline Muir     | Canada                     | 0.226   | 51.11 |           |
| 6   | 1      | Emily Diamond    | Marea Britanie             | 0.178   | 51.49 |           |
| 7   | 2      | Małgorzata Hołub | Polonia                    | 0.136   | 51.93 |           |
| 8   | 4      | Morgan Mitchell  | Australia                  | 0.136   | 52.68 |           |

#### Semifinala a 3-a
| Loc | Culoar | Nume                 | Naționalitate              | Reacție | Timp  | Note      |
| --- | ------ | -------------------- | -------------------------- | ------- | ----- | --------- |
| 1   | 3      | Allyson Felix        | Statele Unite ale Americii | 0.174   | 49.67 | (C), (SB) |
| 2   | 4      | Shaunae Miller       | Bahamas                    | 0.167   | 49.91 | (C)       |
| 3   | 6      | Libania Grenot       | Italia                     | 0.156   | 50.60 | (c)       |
| 4   | 5      | Christine Day        | Jamaica                    | 0.186   | 51.53 |           |
| 5   | 1      | Justyna Święty       | Polonia                    | 0.171   | 51.62 |           |
| 6   | 2      | Anneliese Rubie      | Australia                  | 0.172   | 51.96 |           |
| 7   | 8      | Kabange Mupopo       | Zambia                     | 0.155   | 52.04 |           |
| 8   | 7      | Patience Okon George | Nigeria                    | 0.161   | 52.52 |           |

### Finala
| Loc | Culoar | Nume                    | Naționalitate              | Reacție | Timp  | Note |
| --- | ------ | ----------------------- | -------------------------- | ------- | ----- | ---- |
| 1   | 7      | Shaunae Miller          | Bahamas                    | 0.155   | 49.44 |      |
| 2   | 4      | Allyson Felix           | Statele Unite ale Americii | 0.177   | 49.51 |      |
| 3   | 5      | Shericka Jackson        | Jamaica                    | 0.176   | 49.85 |      |
| 4   | 6      | Natasha Hastings        | Statele Unite ale Americii | 0.161   | 50.34 |      |
| 5   | 3      | Phyllis Francis         | Statele Unite ale Americii | 0.219   | 50.41 |      |
| 6   | 8      | Stephenie Ann McPherson | Jamaica                    | 0.133   | 50.97 |      |
| 7   | 1      | Olha Zemleak            | Ucraina                    | 0.183   | 51.24 |      |
| 8   | 2      | Libania Grenot          | Italia                     | 0.149   | 51.25 |      |

## Legendă
RA Record african | AM Record american | AS Record asiatic | RE Record european | OCRecord oceanic | RO Record olimpic | RM Record mondial | RN Record național | SA Record sud-american | RC Record al competiției | DNF Nu a terminat | DNS Nu a luat startul | DS Descalificare | EL Cea mai bună performanță europeană a anului | PB Record personal | SB Cea mai bună performanță a sezonului | WL Cea mai bună performanță mondială a anului 